# Wan'an, Anhui
Wan'an (kinesiska: 万安) är en köping i östra Kina. Den ligger i Xiuning härad i staden Huangshan i provinsen Anhui, omkring 250 kilometer söder om provinshuvudstaden Hefei. Antalet invånare är 21 397. Befolkningen består av 10 841 kvinnor och 10 556 män. Barn under 15 år utgör 12,0 %, vuxna 15-64 år 77 %, och äldre över 65 år 9,0 %.